# George van Raemdonckkartoenale
De George van Raemdonckkartoenale is een kartoenwedstrijd-tentoonstelling die eens per 3 jaar in de maand oktober plaatsvindt in Boechout (België), een dorp zuidelijk gelegen van Antwerpen.

## Start
De kartoenale begon in Boechout in 1986 als een initiatief van Ronald Vanoystaeyen in samenwerking met Davidsfonds Boechout-Vremde.

## Naamkeuze
De naam voor deze kartoenale was vlug gevonden: 'George van Raemdonckkartoenale', genaamd naar en als eerbetoon aan een der grote 'Spotprenttekenaars' van zijn tijd die vele jaren woonde en werkte in Boechout.

## Organisatie
De kartoenale werd in de beginperiode om de 2 jaar georganiseerd afwisselend met de 'Jan Cockxschildersprijs' uitgereikt door de gemeente Boechout.
Na enkele jaren zag het Davidsfonds Boechout-Vremde af van de organisatie vanwege de snelle uitbreiding van de kartoenale. Wel bleef het elke editie steunen met een bijzondere prijs voor de beste Vlaamse inzending. Na het afhaken van het Davidsfonds waren het vooral de Gemeente Boechout en de Culturele Raad van Boechout die met IHA (International Humour in Art) V.Z.W. samenwerkten. De gemeente gaf steeds de hoofdprijs en zorgde voor de catalogus en alle logistieke steun die mogelijk was.
Vanaf 2002 werd de kartoenale om de 3 jaar georganiseerd.

## Thema's
Als thema voor de kartoenale werd steeds gezocht naar een link met de gemeente Boechout:
- 1986: Dorpssport en -spel
- 1988: Veiligheid (fabrikant van veiligheidsmateriaal in Boechout gevestigd)
- 1990: Tuinbouw (vele tuinders, hoveniers, serres in Boechout)
- 1992: Haven (heel wat mensen uit de scheepvaartsector wonen in Boechout)
- 1994: Gemeenteraadsverkiezingen
- 1996: De Boechoutse Molen
- 1998: Lachen is Gezond (de medische sector met o.a. de Broeders Alexianen)
- 2000: Muziek zonder grenzen voor Mensen zonder grenzen (25 jaar Sfinks)
- 2002: Restauratie, Herstelling- en vernieuwingswerken (Boechout in steigers)
- 2005: Justitie (een aantal rechters en griffiers woonachtig in Boechout)
- 2008: Smaak (vele restaurants, tavernes, traiteurs in Boechout)
- 2011: Treinen en Stations (renovatie stationsbuurt + nieuwe perrons)
- 2014: Artificieel (academie, vele kunstenaars in heden en verleden in Boechout)
- 2017: Exit (uitgangen, nooduitgangen ... in Boechout, binnen- en buitenland)

## Inzenden der werken
Iedereen kan deelnemen aan de wedstrijd zonder een inschrijvingsgeld te hoeven betalen. Een onbeperkt aantal tekeningen in zwart/wit of kleur kan ingezonden worden. Het formaat is A4. De deelnemers wordt verzocht eerst hun werken digitaal in te zenden per e-mail. Uit deze inzendingen wordt een preselectie van 100 à 120 kartoens gemaakt door een internationale jury via een login-systeem op de website van de organisatie. Aan de auteurs van deze 100 à 120 werken wordt gevraagd om de originelen naar de organisatoren te verzenden met de gewone post. Deze uitgekozen werken komen allen in de tentoonstelling en in de catalogus van de tentoonstelling. Ieder van de geselecteerde kartoenisten krijgt de catalogus van de tentoonstelling gratis. Van werken uitsluitend met computer gemaakt wordt verzocht een goede print te zenden die genummerd wordt 1/1 en gehandtekend. De jury komt daarna in Boechout bijeen om uit de originele werken de prijswinnaars te kiezen. Werken die een prijs ontvangen blijven eigendom van de organisatie, de andere werken worden na het beëindigen van de tentoonstelling en eventueel een reizende tentoonstelling teruggezonden. De geselecteerde werken mogen door de organisatoren gebruikt worden om de kartoenale te promoten. De tentoongestelde werken, behalve deze die een prijs ontvingen, kunnen verkocht worden doch slechts in overleg met de kunstenaars.

## Wereldkartoenale
Van in de beginperiode was er deelname uit het buitenland. In 2011 werden er 1001 werken ingezonden van 380 deelnemers uit 65 landen. In de jury zetelen steeds kartoenisten en/of kunstkenners uit het buitenland.
De tentoonstelling gaat ook telkens op reis in het buitenland zo was de laatste over 'treinen en stations' te gast in Warschau (Polen) in het 'Muzeum Kolejnictwa' (Nationaal treinmuseum) en in Legnica (Polen) op het Satyrykon-festival aldaar.